# Neuroleon (Neuroleon) polyzonus
Neuroleon (Neuroleon) polyzonus is een insect uit de familie van de mierenleeuwen (Myrmeleontidae), die tot de orde netvleugeligen (Neuroptera) behoort. 
Neuroleon (Neuroleon) polyzonus is voor het eerst wetenschappelijk beschreven door Navás in 1934.